# Kvarnmyrsbäcken
Kvarnmyrsbäcken (Zweeds letterlijk: Molenmoerasbeek) is een van de (relatief) kleine rivieren/beken die het Zweedse eiland Gotland rijk is. De rivier is plaatselijk bekend vanwege de restanten van zeven provisorische watermolens (skvaltkvarn) die hier in het verleden draaiden.
Het watertje wordt alleen op de kaart van afwateringsgebieden van Noord Gotland genoemd.